# 18e étape du Tour d'Espagne 2019
Pour un article plus général, voir Tour d'Espagne 2019.
La 18e étape du Tour d'Espagne 2019 se déroule le jeudi 12 septembre 2019, sous la forme d'une étape de montagne, entre Colmenar Viejo et Becerril de la Sierra, sur une distance de 180,9 km.

## Résultats

### Classement de l'étape
| \| Classement de l'étape \| Classement de l'étape \| Classement de l'étape \| Classement de l'étape \| Classement de l'étape \| \| Coureur \| Coureur \| Pays \| Équipe \| Temps \| \| --------------------- \| ---------------------------- \| --------------------- \| ----------------------------- \| --------------------- \| \| 1er \| Sergio Higuita \| Colombie \| EF Education First \| 4 h 33 min 09 s \| \| 2e \| Primož Roglič \| Slovénie \| Team Jumbo-Visma \| + 15 s \| \| 3e \| Alejandro Valverde \| Espagne \| Movistar Team \| + 15 s \| \| 4e \| Rafał Majka \| Pologne \| Bora-Hansgrohe \| + 15 s \| \| 5e \| Miguel Ángel López \| Colombie \| Astana \| + 17 s \| \| 6e \| Carl Fredrik Hagen \| Norvège \| Lotto-Soudal \| + 1 min 16 s \| \| 7e \| Louis Meintjes \| Afrique du Sud \| Dimension Data \| + 1 min 16 s \| \| 8e \| Nairo Quintana \| Colombie \| Movistar Team \| + 1 min 16 s \| \| 9e \| Tadej Pogačar \| Slovénie \| UAE Team Emirates \| + 1 min 16 s \| \| 10e \| Óscar Rodríguez Garaicoechea \| Espagne \| Euskadi Basque Country-Murias \| + 3 min 47 s \| |                              |                |                               |                 |
| |                              |                |                               |                 |
| Source : ProCyclingStats |                              |                |                               |                 |
| Classement de l'étape |                              |                |                               |                 |
| Coureur | Coureur                      | Pays           | Équipe                        | Temps           |
| 1er | Sergio Higuita               | Colombie       | EF Education First            | 4 h 33 min 09 s |
| 2e | Primož Roglič                | Slovénie       | Team Jumbo-Visma              | + 15 s          |
| 3e | Alejandro Valverde           | Espagne        | Movistar Team                 | + 15 s          |
| 4e | Rafał Majka                  | Pologne        | Bora-Hansgrohe                | + 15 s          |
| 5e | Miguel Ángel López           | Colombie       | Astana                        | + 17 s          |
| 6e | Carl Fredrik Hagen           | Norvège        | Lotto-Soudal                  | + 1 min 16 s    |
| 7e | Louis Meintjes               | Afrique du Sud | Dimension Data                | + 1 min 16 s    |
| 8e | Nairo Quintana               | Colombie       | Movistar Team                 | + 1 min 16 s    |
| 9e | Tadej Pogačar                | Slovénie       | UAE Team Emirates             | + 1 min 16 s    |
| 10e | Óscar Rodríguez Garaicoechea | Espagne        | Euskadi Basque Country-Murias | + 3 min 47 s    |

## Classements à l'issue de l'étape

### Classement général
| \| Classement général \| Classement général \| Classement général \| Classement général \| Classement général \| \| Coureur \| Coureur \| Pays \| Équipe \| Temps \| \| ------------------ \| ------------------ \| ------------------ \| --------------------- \| ------------------ \| \| 1er \| Primož Roglič \| Slovénie \| Team Jumbo-Visma \| 71 h 16 min 54 s \| \| 2e \| Alejandro Valverde \| Espagne \| Movistar Team \| + 2 min 50 s \| \| 3e \| Nairo Quintana \| Colombie \| Movistar Team \| + 3 min 31 s \| \| 4e \| Miguel Ángel López \| Colombie \| Astana \| + 4 min 17 s \| \| 5e \| Tadej Pogačar \| Slovénie \| UAE Team Emirates \| + 4 min 49 s \| \| 6e \| Rafał Majka \| Pologne \| Bora-Hansgrohe \| + 7 min 46 s \| \| 7e \| Wilco Kelderman \| Pays-Bas \| Team Sunweb \| + 9 min 46 s \| \| 8e \| Carl Fredrik Hagen \| Norvège \| Lotto-Soudal \| + 11 min 50 s \| \| 9e \| James Knox \| Royaume-Uni \| Deceuninck-Quick Step \| + 12 min 44 s \| \| 10e \| Marc Soler \| Espagne \| Movistar Team \| + 21 min 09 s \| |                    |             |                       |                  |
| |                    |             |                       |                  |
| Source : ProCyclingStats |                    |             |                       |                  |
| Classement général |                    |             |                       |                  |
| Coureur | Coureur            | Pays        | Équipe                | Temps            |
| 1er | Primož Roglič      | Slovénie    | Team Jumbo-Visma      | 71 h 16 min 54 s |
| 2e | Alejandro Valverde | Espagne     | Movistar Team         | + 2 min 50 s     |
| 3e | Nairo Quintana     | Colombie    | Movistar Team         | + 3 min 31 s     |
| 4e | Miguel Ángel López | Colombie    | Astana                | + 4 min 17 s     |
| 5e | Tadej Pogačar      | Slovénie    | UAE Team Emirates     | + 4 min 49 s     |
| 6e | Rafał Majka        | Pologne     | Bora-Hansgrohe        | + 7 min 46 s     |
| 7e | Wilco Kelderman    | Pays-Bas    | Team Sunweb           | + 9 min 46 s     |
| 8e | Carl Fredrik Hagen | Norvège     | Lotto-Soudal          | + 11 min 50 s    |
| 9e | James Knox         | Royaume-Uni | Deceuninck-Quick Step | + 12 min 44 s    |
| 10e | Marc Soler         | Espagne     | Movistar Team         | + 21 min 09 s    |

| Classement par points | Classement par points | Classement par points | Classement par points  | Classement par points |
| Coureur               | Coureur               | Pays                  | Équipe                 | Points                |
| --------------------- | --------------------- | --------------------- | ---------------------- | --------------------- |
| 1er                   | Primož Roglič         | Slovénie              | Team Jumbo-Visma       | 137 pts               |
| 2e                    | Tadej Pogačar         | Slovénie              | UAE Team Emirates      | 99 pts                |
| 3e                    | Alejandro Valverde    | Espagne               | Movistar Team          | 98 pts                |
| 4e                    | Sam Bennett           | Irlande               | Bora-Hansgrohe         | 94 pts                |
| 5e                    | Nairo Quintana        | Colombie              | Movistar Team          | 92 pts                |
| 6e                    | Miguel Ángel López    | Colombie              | Astana                 | 64 pts                |
| 7e                    | Philippe Gilbert      | Belgique              | Deceuninck-Quick Step  | 59 pts                |
| 8e                    | Sergio Higuita        | Colombie              | EF Education First     | 52 pts                |
| 9e                    | Alex Aranburu         | Espagne               | Caja Rural-Seguros RGA | 52 pts                |
| 10e                   | Dylan Teuns           | Belgique              | Bahrain-Merida         | 51 pts                |

| Classement par points | Classement par points | Classement par points | Classement par points  | Classement par points |
| Coureur               | Coureur               | Pays                  | Équipe                 | Points                |
| --------------------- | --------------------- | --------------------- | ---------------------- | --------------------- |
| 1er                   | Primož Roglič         | Slovénie              | Team Jumbo-Visma       | 137 pts               |
| 2e                    | Tadej Pogačar         | Slovénie              | UAE Team Emirates      | 99 pts                |
| 3e                    | Alejandro Valverde    | Espagne               | Movistar Team          | 98 pts                |
| 4e                    | Sam Bennett           | Irlande               | Bora-Hansgrohe         | 94 pts                |
| 5e                    | Nairo Quintana        | Colombie              | Movistar Team          | 92 pts                |
| 6e                    | Miguel Ángel López    | Colombie              | Astana                 | 64 pts                |
| 7e                    | Philippe Gilbert      | Belgique              | Deceuninck-Quick Step  | 59 pts                |
| 8e                    | Sergio Higuita        | Colombie              | EF Education First     | 52 pts                |
| 9e                    | Alex Aranburu         | Espagne               | Caja Rural-Seguros RGA | 52 pts                |
| 10e                   | Dylan Teuns           | Belgique              | Bahrain-Merida         | 51 pts                |

| Classement de la montagne | Classement de la montagne | Classement de la montagne | Classement de la montagne     | Classement de la montagne |
| Coureur                   | Coureur                   | Pays                      | Équipe                        | Points                    |
| ------------------------- | ------------------------- | ------------------------- | ----------------------------- | ------------------------- |
| 1er                       | Geoffrey Bouchard         | France                    | AG2R La Mondiale              | 76 pts                    |
| 2e                        | Ángel Madrazo             | Espagne                   | Burgos-BH                     | 44 pts                    |
| 3e                        | Tao Geoghegan Hart        | Royaume-Uni               | Team Ineos                    | 35 pts                    |
| 4e                        | Wout Poels                | Pays-Bas                  | Team Ineos                    | 31 pts                    |
| 5e                        | Alejandro Valverde        | Espagne                   | Movistar Team                 | 26 pts                    |
| 6e                        | Tadej Pogačar             | Slovénie                  | UAE Team Emirates             | 25 pts                    |
| 7e                        | Jakob Fuglsang            | Danemark                  | Astana                        | 24 pts                    |
| 8e                        | Mikel Bizkarra            | Espagne                   | Euskadi Basque Country-Murias | 22 pts                    |
| 9e                        | Primož Roglič             | Slovénie                  | Team Jumbo-Visma              | 22 pts                    |
| 10e                       | Sergio Henao              | Colombie                  | UAE Team Emirates             | 21 pts                    |

| Classement de la montagne | Classement de la montagne | Classement de la montagne | Classement de la montagne     | Classement de la montagne |
| Coureur                   | Coureur                   | Pays                      | Équipe                        | Points                    |
| ------------------------- | ------------------------- | ------------------------- | ----------------------------- | ------------------------- |
| 1er                       | Geoffrey Bouchard         | France                    | AG2R La Mondiale              | 76 pts                    |
| 2e                        | Ángel Madrazo             | Espagne                   | Burgos-BH                     | 44 pts                    |
| 3e                        | Tao Geoghegan Hart        | Royaume-Uni               | Team Ineos                    | 35 pts                    |
| 4e                        | Wout Poels                | Pays-Bas                  | Team Ineos                    | 31 pts                    |
| 5e                        | Alejandro Valverde        | Espagne                   | Movistar Team                 | 26 pts                    |
| 6e                        | Tadej Pogačar             | Slovénie                  | UAE Team Emirates             | 25 pts                    |
| 7e                        | Jakob Fuglsang            | Danemark                  | Astana                        | 24 pts                    |
| 8e                        | Mikel Bizkarra            | Espagne                   | Euskadi Basque Country-Murias | 22 pts                    |
| 9e                        | Primož Roglič             | Slovénie                  | Team Jumbo-Visma              | 22 pts                    |
| 10e                       | Sergio Henao              | Colombie                  | UAE Team Emirates             | 21 pts                    |

| Classement du meilleur jeune | Classement du meilleur jeune | Classement du meilleur jeune | Classement du meilleur jeune  | Classement du meilleur jeune |
| Coureur                      | Coureur                      | Pays                         | Équipe                        | Temps                        |
| ---------------------------- | ---------------------------- | ---------------------------- | ----------------------------- | ---------------------------- |
| 1er                          | Miguel Ángel López           | Colombie                     | Astana                        | 71 h 21 min 11 s             |
| 2e                           | Tadej Pogačar                | Slovénie                     | UAE Team Emirates             | + 32 s                       |
| 3e                           | James Knox                   | Royaume-Uni                  | Deceuninck-Quick Step         | + 8 min 27 s                 |
| 4e                           | Sergio Higuita               | Colombie                     | EF Education First            | + 27 min 52 s                |
| 5e                           | Ruben Guerreiro              | Portugal                     | Katusha-Alpecin               | + 35 min 57 s                |
| 6e                           | Kilian Frankiny              | Suisse                       | Groupama-FDJ                  | + 43 min 08 s                |
| 7e                           | Sepp Kuss                    | États-Unis                   | Team Jumbo-Visma              | + 58 min 29 s                |
| 8e                           | Tao Geoghegan Hart           | Royaume-Uni                  | Team Ineos                    | + 58 min 35 s                |
| 9e                           | Óscar Rodríguez Garaicoechea | Espagne                      | Euskadi Basque Country-Murias | + 59 min 53 s                |
| 10e                          | Neilson Powless              | États-Unis                   | Team Jumbo-Visma              | + 1 h 09 min 51 s            |

| Classement du meilleur jeune | Classement du meilleur jeune | Classement du meilleur jeune | Classement du meilleur jeune  | Classement du meilleur jeune |
| Coureur                      | Coureur                      | Pays                         | Équipe                        | Temps                        |
| ---------------------------- | ---------------------------- | ---------------------------- | ----------------------------- | ---------------------------- |
| 1er                          | Miguel Ángel López           | Colombie                     | Astana                        | 71 h 21 min 11 s             |
| 2e                           | Tadej Pogačar                | Slovénie                     | UAE Team Emirates             | + 32 s                       |
| 3e                           | James Knox                   | Royaume-Uni                  | Deceuninck-Quick Step         | + 8 min 27 s                 |
| 4e                           | Sergio Higuita               | Colombie                     | EF Education First            | + 27 min 52 s                |
| 5e                           | Ruben Guerreiro              | Portugal                     | Katusha-Alpecin               | + 35 min 57 s                |
| 6e                           | Kilian Frankiny              | Suisse                       | Groupama-FDJ                  | + 43 min 08 s                |
| 7e                           | Sepp Kuss                    | États-Unis                   | Team Jumbo-Visma              | + 58 min 29 s                |
| 8e                           | Tao Geoghegan Hart           | Royaume-Uni                  | Team Ineos                    | + 58 min 35 s                |
| 9e                           | Óscar Rodríguez Garaicoechea | Espagne                      | Euskadi Basque Country-Murias | + 59 min 53 s                |
| 10e                          | Neilson Powless              | États-Unis                   | Team Jumbo-Visma              | + 1 h 09 min 51 s            |

| Classement par équipes | Classement par équipes        | Classement par équipes | Classement par équipes |
| Équipe                 | Équipe                        | Pays                   | Temps                  |
| ---------------------- | ----------------------------- | ---------------------- | ---------------------- |
| 1re                    | Movistar Team                 | Espagne                | 212 h 54 min 00 s      |
| 2e                     | Astana                        | Kazakhstan             | + 46 min 03 s          |
| 3e                     | Team Jumbo-Visma              | Pays-Bas               | + 1 min 32 s           |
| 4e                     | Mitchelton-Scott              | Australie              | + 2 h 12 min 29 s      |
| 5e                     | AG2R La Mondiale              | France                 | + 2 h 50 min 23 s      |
| 6e                     | Dimension Data                | Afrique du Sud         | + 3 h 00 min 35 s      |
| 7e                     | Team Sunweb                   | Allemagne              | + 3 h 08 min 42 s      |
| 8e                     | Euskadi Basque Country-Murias | Espagne                | + 3 h 10 min 14 s      |
| 9e                     | Ineos                         | Royaume-Uni            | + 3 h 32 min 22 s      |
| 10e                    | Bahrain-Merida                | Bahreïn                | + 3 h 32 min 30 s      |

| Classement par équipes | Classement par équipes        | Classement par équipes | Classement par équipes |
| Équipe                 | Équipe                        | Pays                   | Temps                  |
| ---------------------- | ----------------------------- | ---------------------- | ---------------------- |
| 1re                    | Movistar Team                 | Espagne                | 212 h 54 min 00 s      |
| 2e                     | Astana                        | Kazakhstan             | + 46 min 03 s          |
| 3e                     | Team Jumbo-Visma              | Pays-Bas               | + 1 min 32 s           |
| 4e                     | Mitchelton-Scott              | Australie              | + 2 h 12 min 29 s      |
| 5e                     | AG2R La Mondiale              | France                 | + 2 h 50 min 23 s      |
| 6e                     | Dimension Data                | Afrique du Sud         | + 3 h 00 min 35 s      |
| 7e                     | Team Sunweb                   | Allemagne              | + 3 h 08 min 42 s      |
| 8e                     | Euskadi Basque Country-Murias | Espagne                | + 3 h 10 min 14 s      |
| 9e                     | Ineos                         | Royaume-Uni            | + 3 h 32 min 22 s      |
| 10e                    | Bahrain-Merida                | Bahreïn                | + 3 h 32 min 30 s      |